# Çelebi
Çelebi là một huyện thuộc tỉnh Kırıkkale, Thổ Nhĩ Kỳ. Huyện có diện tích 342 km² và dân số thời điểm năm 2007 là 2178 người, mật độ 6 người/km².